# Fieffes-Montrelet
Fieffes-Montrelet is een gemeente in het Franse departement Somme (regio Hauts-de-France) en telt 304 inwoners (2004). De plaats maakt deel uit van het arrondissement Amiens.

## Geografie
De oppervlakte van Fieffes-Montrelet bedraagt 9,7 km², de bevolkingsdichtheid is 31,3 inwoners per km².
De onderstaande kaart toont de ligging van Fieffes-Montrelet met de belangrijkste infrastructuur en aangrenzende gemeenten.

## Demografie
Onderstaande figuur toont het verloop van het inwonertal (bron: INSEE-tellingen).

1. ↑  Populations de référence 2022.